# Karel Urbánek
Karel Urbánek, né le 21 mars 1941 à Bojkovice en Moravie, est un homme politique tchécoslovaque.

## Biographie
Ancien technicien des chemins de fer, puis chef de gare, il adhère au Parti en 1962 et devient permanent en 1973 ; après être passé par l'Ecole Centrale du Parti, il est élu au Comité Central en 1986 puis membre de la direction du Parti communiste tchécoslovaque en 1989; il remplace comme secrétaire général Milouš Jakeš le 24 novembre en plein milieu des manifestations qui suivent la chute du Mur de Berlin ; le 28 novembre, il fait voter par l'Assemblée fédérale la fin du rôle dirigeant du Parti dans la société et l'État, ce qui traduit l'effondrement du régime conséquence de la Révolution de Velours et de la perestroïka et permet l'accès à la présidence de la République de Václav Havel et l'instauration d'une démocratie pluraliste.
Sa seule manifestation internationale sera sa participation du 3 au 6 décembre au sommet du Pacte de Varsovie à Moscou.